# Stenotomus chrysops
Stenotomus chrysops — вид окунеподібних риб родини Спарові (Sparidae).

## Поширення
Риба поширена на заході Атлантики від берегів  Нової Шотландії до  Флориди.

## Опис
Виростає до 45 см завдовжки. Максимальна вага близько 2 кг.

## Використання
Рибу використовують у комерційній риболовлі. Заготовляють у свіжому, копченому і замороженому виді. Експортується до Японії.